# Mario Merola (peintre)
Pour les articles homonymes, voir Mario Merola.
Mario Merola (né à Montréal en 1931) est un artiste peintre du Québec.

## Les débuts et les études
Mario Merola est né d’un père italien et d’une mère canadienne-française. Il est issu d’une famille de musiciens (sa mère joue du violon, son père de la mandoline et sa sœur Colette fera une carrière de mezzo-soprano). Admis à l’École des beaux-arts de Montréal à l’âge de quinze ans, il a comme professeurs Maurice Raymond, Alfred Pellan, Jean Simard et Stanley Cosgrove. Ses cinq années d’études aux beaux-arts sont pour lui une période de bonheur. Il remporte en 1951 le premier prix d’un concours pour la création d’une murale ayant pour thème le Montréal historique. En 1952, finissant aux beaux-arts, il est boursier du gouvernement français et s’inscrit en scénographie à l’École supérieure des arts décoratifs à Paris. Il voyage alors en France et dans le nord de l’Italie.

## L’œuvre et la carrière
De retour à Montréal, il fréquente l’Atelier de la Place des Arts, un local partagé par Robert Roussil, Armand Vaillancourt et Roland Dinel. En 1954, il entre à la Société Radio-Canada et durant trois ans, il dessinera des costumes pour la télévision naissante. Ses premières expositions ont lieu alors (La Librairie Tranquille, le Café des artistes, etc.). 

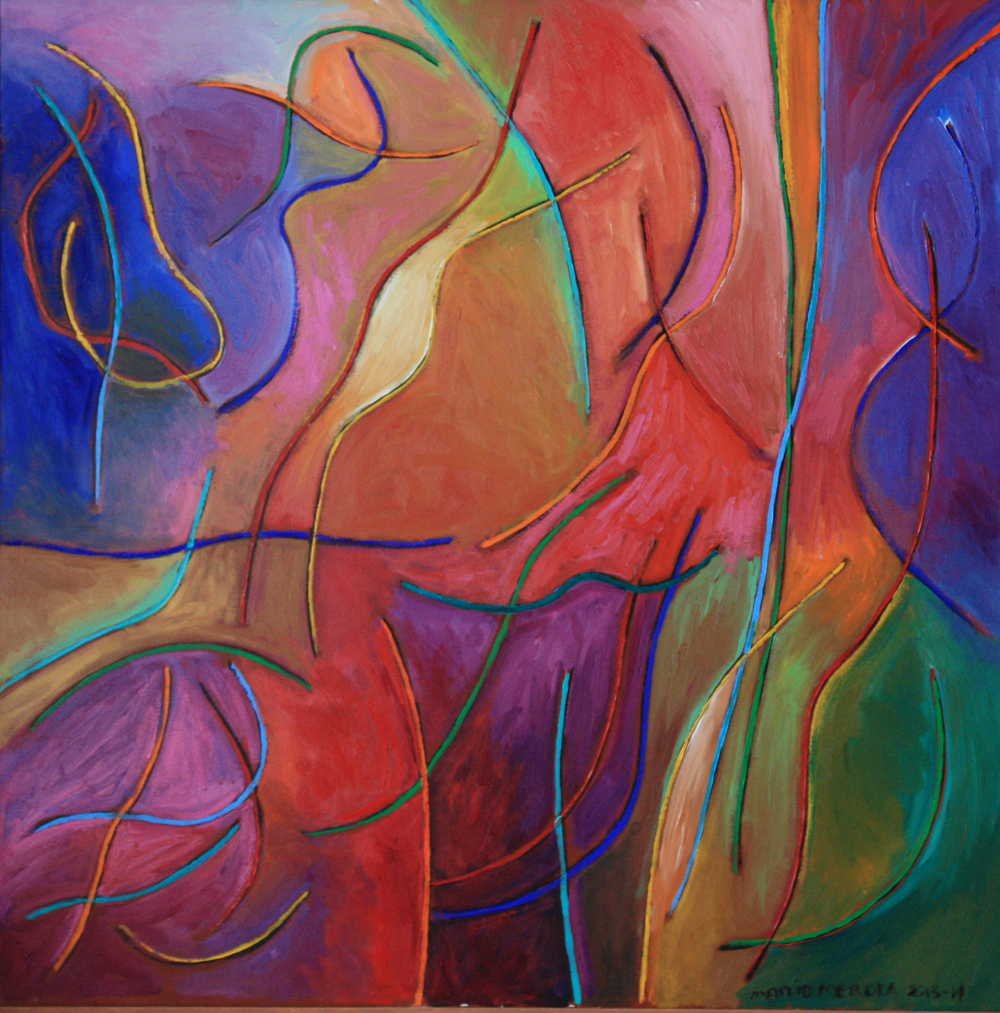
Un classique de l'œuvre de Mario Merola.

En 1956, toujours à l’emploi de Radio-Canada, Mario Merola remporte le premier prix d’un concours national pour la réalisation d’une murale au pavillon du Canada à l’Exposition universelle de 1958 se déroulant à Bruxelles, en Belgique. Trois cent cinquante-et-un artistes canadiens ont participé à ce concours et cette réalisation marquera un tournant dans sa démarche.
Pendant plus de vingt ans, il réalisera des murales, des reliefs et des sculptures pour des lieux publics et exposera ses œuvres au Québec et à l’étranger, notamment à New York et à Paris, ainsi que lors de divers symposiums en Hongrie et en Italie. Il se rendra aussi au Japon pour y réaliser des murales. À Montréal, il participera en 1976 à deux verrières, Octavie et Nicola Corrado, que l'on peut voir à la station de métro Charlevoix de Montréal. S'il fallait définir sa production d'un mot, ce serait celui du mouvement. Avec des masses, des formes, des lignes et des couleurs qui se déplacent, se métamorphosent et engendrent de nouvelles lignes, masses, couleurs et formes, Merola crée un univers nouveau, parallèle à celui dans lequel nous vivons chaque jour et que nous appelons la réalité.
En 1971, il crée une murale, sphérique, intitulée Horizons. Située à la mezzanine du métro Sherbrooke, l’œuvre est fabriquée de porphyre orange. Matériau jadis utilisé sur les quais du métro pour inviter les usagers à la vigilance afin de ne pas circuler à proximité de la voie .
Au cours de sa carrière, Mario Merola est aussi enseignant. Il est professeur à l’École des beaux-arts de Montréal en 1959, puis à l’Université du Québec à Montréal (UQAM) en 1969. De plus, il est membre de l’Académie royale des arts du Canada depuis 1967.
Il est le père de la chanteuse québécoise Dominica Merola.

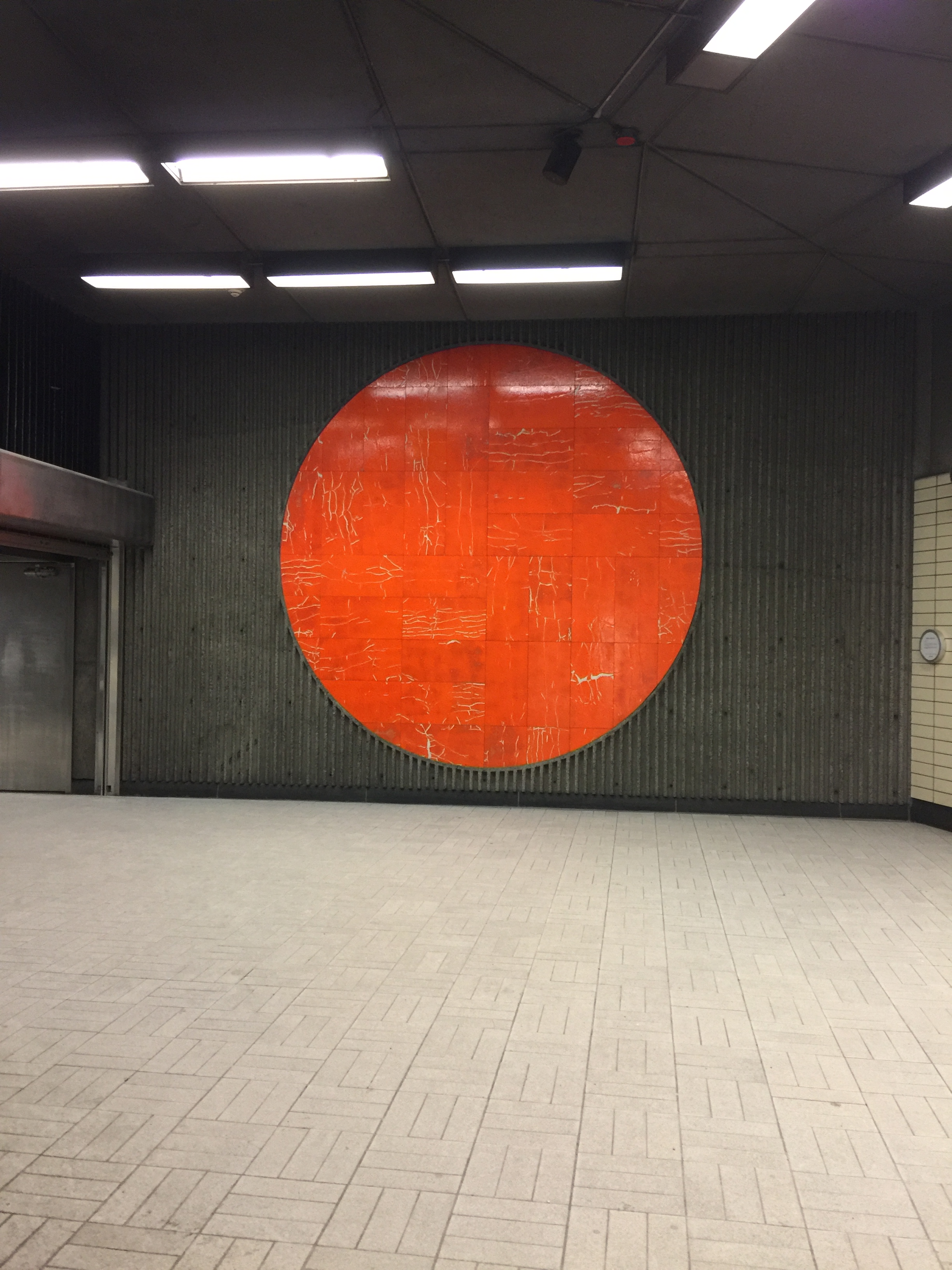
Horizons (1971) Murale, sphérique, de Mario Merola située dans la galerie d'art souterraine du métro Sherbrooke.

## Citation deRobert Melançon
Dessins, peintures, reliefs et sculptures jalonnent une série d’expositions à partir de 1959. Le poète et critique littéraire québécois Robert Melançon a dit de lui : « Tour à tour et tout à la fois dessinateur, sculpteur, muraliste et peintre, Merola est un inventeur de forme. En assumant le risque d’une recherche constante, son œuvre élabore un univers plastique d’une remarquable cohérence. Ses réalisations sont toujours signées au sens fort, c’est-à-dire reconnaissables, que son nom y figure ou pas en toutes lettres ».